# ときめきヒルズ高校白書
『ときめきヒルズ高校白書』（ときめきヒルズこうこうはくしょ）は、『週刊ヤングサンデー』で連載されていたサイクロン猿橋による日本の漫画作品。グニャティック星から地球にやってきた宇宙人グニャラくんが、トキメキを求めながら学園生活を送る様子を描いた学園コメディ。
タイトルはアメリカのテレビドラマ「ビバリーヒルズ青春白書」のパロディ。その他藤子不二雄、横山光輝などを元にした多くのパロディが見られる。

## あらすじ
私立芋伝説高校に通う一年生の茂野シゲカズが学校の裏山で昆虫採集をしていると、突然UFOが現れ墜落する。乗っていたのはグニャティック星からやって来た宇宙人、グニャラだった。
祖国であるグニャティック星の高校入試で全敗してしまったグニャラは芋伝説高校を受験し、シゲカズの家に居候して共に学園生活を送る。

## 登場人物

### 異星人
グニャラ
通称グニャラくん。グニャティック星を統治するグニャール将軍の息子。本編中で描かれている姿は（最終話を除いて）すべて「幼虫」の状態であり、立派な大人に進化するためには体内に「トキメキホルモン」という物質を分泌し、体内に蓄積していくことが必要となる。地球に来た時点で進化に必要な残りトキメキ数は10億トキメキ。一話毎に得られるトキメキの数値は異なり、一話一話の最終ページには必ず「進化まであと残り○○トキメキ」と表示される。首に付けたハート型の首輪ネックレスは「翻訳機兼測定器（兼通信機）」で、登場時にはトキメキの値が数字で表示されていたが、節電モードに切り替えたために第2話以降で数字が表示されることはほとんど無い。
グニャティック星人の進化には1億トキメキ毎の段階があり、第1～10形態でその都度特技が変化していく。第1形態（37話まで）では一度に1000以上トキメくと勢い余って発射してしまう殺人レーザーが特技であった。一芸入試では谷村新司のモノマネが評価されず一度は不合格となるが、この殺人レーザーで焼いた芋がG・芋理事長に気に入られたことで「焼きイモ作りの名人」として特待生扱いで合格する。
頭部から6本の足が生えたタコのような姿をしているが、衣服を着た時にはそのうちの2本を袖に通し、概ね残りの4本で歩行している。俊敏性や柔軟性は異様に高い。「グニャティック文字」を扱うが、これは書いた本人すら解読不能であるため、文字としての意味を成さない。頭にかぶったヘルメットは生まれた時から付いていて脱げないと本人は言っているが、ヘルメットが奇病にかかって巨大化した際には自分で脱いでいる。
苦手なものは死霊、ポルターガイスト現象。
グニャール将軍
グニャラくんの父親。野球やゲームに熱中し、ろくに仕事をしない。
グニャリーヌ
グニャラくんのお母さん。スペースPTAの会長を務めていたことがある。地球の寄席に興味がある。
ムニャラ
グニャラくんの護衛官。スペース武力99。城壁を登るのと城内で流言を広めることが病的なまでに上手い。テレビ番組「ファミッ子スタジアム」に出演し、小学生相手に無敵の強さを誇る。一時は高額の年俸に目がくらみ、グニャラを裏切ってヤニャラの配下となるが、契約金だけ受け取って更にヤニャラを裏切る。この時の契約金を府中市と立川市に寄付している。イナゴの佃煮が大好物で、トマトジュースもよく飲んでいる。
ヤニャラ
グニャティック星人。グニャティック星No.1企業である「マイグニャソフト」会長の息子。グニャラくんとは幼稚園からの同級生。一芸入試で占いを的中させ、芋伝説高校に編入する。クールな性格のため、トキメキの数値がグニャラくんに比べて極端に少ない。
エリミニャータ
グニャボンヌ大学1年の女子大生。家庭教師としてグニャラくんに勉強を教えに地球へやって来る。恵理美ニャータとも書かれている。わけのわからない衣装を集めるのが趣味。
ヤサグーレ
ヒール星人。グニャラくんとは宇宙第三中学時代の同級生にして宿命のライバル。中学では向かうところ敵なしだったが、校内立位体前屈大会でグニャラくんに敗北した。
ドクガデス星ゴルゴダ帝
地球を滅ぼしにやって来た最凶の侵略者。また、グニャラくんの実家の庭の柿を毎年大量に盗んでいく常習犯。

### 茂野家
シゲカズ
本名は茂野 シゲカズ。グニャラくんが地球に来て初めて出会った人間。一芸入試では高校に入れて欲しいと駄々をこね、そのわんぱくぶりが評価されて合格した。高校生だが作中ではほとんど学生服を着用せず、Tシャツに短パン姿でランドセルを背負い、野球帽をかぶっている。Tシャツには平仮名の「し」、帽子にはアルファベットの「S」がデザインされている。帽子を脱ぐとくせっ毛がひどく、ぜんまいのようにカールしている。
俊敏性は校内No.1とされ、体育の授業などではとても張り切るが、運動会ともなるとわんぱくの血が騒ぎすぎて我を失い、結局運動会に参加できない。
シゲカズのパパ
本名は茂野 茂吉。プロ球団「よりぬきジャンジャンズ」のエース。背番号は18番。七色の変化球を自在に操り、獲れるタイトルは全て獲った。自宅のことを「わし記念館」と呼ぶ。微妙なボールの判定を巡って審判に暴行を加え、一ヶ月の出場停止をくらうなどかなり暴力的な一面がある。若い頃は"乱闘の鬼"と呼ばれた。
司令塔おじさん
茂吉の弟でJリーガー。たまに変な電波を受信してしまう。
三方一両損おじさん
裁判官を務め、いつもシゲカズにおこづかいをくれる。大岡越前のビデオを一日100回見るのが健康の秘訣。
グランプリおじさん
カーマニアで、車の知識がすごい。かっこいい車の絵を描いたり、追いかけたりするのが大好きだが、自動車免許は持っていない。
蝶のように舞い蜂のように刺すおじさん
ボクシングの日本エビフライ級チャンピオン。
パンダのように転がり猫のようになめるおじさん
普段は真面目な公務員。パンダのお絵かき課勤務。

### 同級生
ノブ子
本名は撃合 ノブ子。シゲカズの小学校からの同級生。性格は優しく、みんなからの人気者である。射撃部に所属しており銃の名手とされるが、使用しているのは常に光線銃。そのためゴーグルを着用していることも多い。撃合家ではこのゴーグル着用が「本気の証」でもある。一芸入試では200ヤード先の10セント硬貨に穴を開けて合格した。第6話ではまだムーンサルト撃ちを体得していないが、第12話ではこれを実践している。
クソヤキイモ
本名は久曽谷木 妹子。遣隋使の大ファンだった父が小野妹子にあやかって名付けた。本人は「妹子」と呼ばれることを嫌っている。武力は99、知力は3。一年生ながらその圧倒的な武力で応援団長に就任する。試験期間になるとストレスのため鎧を着用し馬に乗って登校してしまう。
トッキョ
本名は徳川 巨泉。大橋巨泉の大ファンだった父が名付けた。本人が「巨泉」と呼ばれることを異様に嫌がるので、みんなからは「トッキョくん」と呼ばれている。特許の使用料で豪邸を建てた若き発明王。口癖は「できたてのむか ふじわらのりか」。IQが高く珍発明が得意で、「自動宿題やり機」「自動四股名つけ機」などを発明している。
砂場くん
大きな磁石を携帯しており、公園で砂鉄を採らせたら誰もかなわない。
パイ山くん
円周率を2億桁暗記している。√11に挑戦中。
家具山くん
技術の時間に立派な椅子を作り、点数∞を得る。一芸入試では仏壇を40個作った。
毒川さん
本名は毒川 ひね子。色々な新聞の投稿川柳の常連で、「平成の毒俵万智」の異名を持つ。一芸入試では5分で100句を詠み、世相をズバリと切った。
爆山くん
美術に対しとても激烈で、一芸入試では柱に括られながらも足を使って涙で鼠の絵を500匹描いた。元ネタは雪舟の幼少期のエピソード。
関ヶ原くん
本名は関ヶ原 としひさ。シゲカズたちの隣のクラスの生徒で、日本が蒙古軍の二度の襲来を防いだのも、ロシアのバルチック艦隊を撃破したのも、タイムスリップした関ヶ原くんが指揮をとっていたからだと噂されている。
堀吉くん
シゲカズたちの隣のクラスの生徒。芋掘りが得意で、一芸入試では1分で500個の芋を引っこ抜いた。
鬼山くん
鬼の仮装の天才。"鬼の鬼（オーガマスター）"の異名を持つ。
豆バルカンくん
野球部に所属。野球はたいしたことないと言われるが豆を投げることにかけては天才で、"鬼殺し（オーガキラー）"の異名を持つ。
仮病の鬼
左目に大きな傷を持つ男子生徒。仮病で500回授業をサボっている。
仮病の女王
「KB（けびょう）」の文字が付いたキャップをかぶっている女子生徒。仮病で1000回授業をサボっている。
ないかくけびょうだいじん
入学以来仮病を続け、まだ一度も授業に出ていないと言われる男子生徒。おかげで2留年中。胸に「KB（けびょう）」のバッジを付けている。
十億文字くん
その異常な脚力を見込まれて、アマレス部から自転車部に移籍した。ただし、まだ補助輪無しでは自転車に乗れない。シゲカズとは小学校で同じクラスだった。卵焼きが大好物。
スティーブンス・マクガッデム
芋伝説高校アメリカ校からの留学生。身の丈10mはあろうかという偉丈夫。寿司、天ぷら、アーバンチャンピオンなど、日本の文化に興味を持つ。宇宙人が大の苦手で、逃げ足が早い。
切山くん
"カットの鬼"の異名を持つ。ヨーロッパで行われた美容師の世界大会でチャンピオンを獲得した。
ねたろうくん
授業中はいつも寝ているが、家に帰ってから毎日15時間勉強しているため成績は学年トップ。
訛谷くん
本名は訛谷 耕作。クラス一の純朴青年。訛りが強く、「ジァスコ」を「ジスコ」と発音してしまう。
雷人くん
本名は風間 雷人。特技は超能力。幼少の頃にその才能を見出され、ドクガデス星ゴルゴダ帝から地球を守るため、地獄の特訓島に10年間送り込まれていた。
田畑くん
普段は地味だが、"イメチェンの鬼"の異名を持つ。春の新学期にはいきなり女装で現れみんなの度肝を抜き、夏休みには毎日浜辺で日焼けして雰囲気を変える。
久宇留田くん
"スケボーの鬼"の異名を持ち、夏休みにスケボーで日本一周の旅に出る。これがあまりにチョロいので二週目の旅に出るが、しんどくなって二週目の三分の一くらいでやめる。
津森田さん
"つもり貯金の鬼"の異名を持つ。夏休みには「一億円かけて豪華客船で世界一周の旅をしたつもり」で20万円を貯金する。

### 先生と先輩
ウシ島先生
シゲカズたちの担任。休日には、山の景観を守るために熊の着ぐるみを着てパトロールしている。第31話で40歳の誕生日を迎えている。10年がかりで書き溜めた詩集を国語の時間に朗読したり、10年前のアイドル時代のセルフポートレートを披露したりと謎が多い。自宅は「せんせーなんでも工場」と書かれたプレハブ小屋で造花の内職をおこなっているが、乗っている車は伝説の名車「フェラボルシェギーニSNTW」である。
G・芋理事長
芋伝説高校の理事長。身の丈3mはあろうかという偉丈夫。「大切なのは見てくれより中身」を芋伝説高校の教育理念とし、ハイポテンシャルを秘めた生徒に芋のようにすくすくと育ってほしいと考えている。また「部活を制する者は世界を制す」という方針から部活動を盛んに行わせている。主食は芋。特技は「ついニヤリとしてしまう、とっておきの小噺」。
金本会長
芋伝説高校の生徒会長。すぐ鼻をつまみに来るのが特徴。卒業後はその弟が生徒会長に就任する。
マカレナせんぱい
うろ覚えのマカレナを後輩たちに蔓延させ、学園ノーベル賞を貰う。雪だるまに扮したりバスガイドに扮したりと積極的に姿を現すが、自分のクラスでは地味な存在。
スライディング300世せんぱい
人類で初めてスライディングをやった人の子孫で、学校中の廊下にスライディングブームを巻き起こした。
遊園地の社長せんぱい
芋伝説高校OB。遊園地をほとんどチェーンソーだけで建てた。変態ファッションが玉に瑕。
御宝ゲット太兵衛
芋伝説高校OB。趣味のお宝収集が高じて鑑定家になった。頭にお宝レーダーを装着しており、近くにお宝があると反応する。
実験成功確率0%先生
理科の先生。実験に失敗して学校を大火事にしてしまう。

## パロディ、引用について
作品全体を通じて別の作家の漫画作品などからのパロディや引用が多く見られる。全体の雰囲気やキャラクター設定などは藤子不二雄作品のパロディである部分が多い。
- 単行本の装丁は同じ小学館のてんとうむしコミックスを真似ており、特にドラえもんの単行本を強く意識したレイアウトになっている。描かれているテントウムシは本来のてんとう虫コミックスが星2つのナミテントウであるのに対し、星の数が20と多い。
- 第12話の最後のコマでノブ子が呟いている「かゆ…うま…」はカプコンのゲーム「バイオハザード」の飼育係の日誌から。
- 「ギニャーッ！」（あるいは「ギャーッ！」）などの叫び声が多く使われるが、字体も含め藤子不二雄Aの手法を使っている。
- 「だいじょ～V！」（タケダ・アリナミンV）や「ダッダーン」（ピップ・ダダン）、「レーサーひゃく～！」（日本石油・ダッシュレーサー100）のようなテレビCMネタなども散見される。
- グニャラくんの部屋「グニャランド王国」にある「グニャゴンボール」は7つ集めるとコレクターに高値で売れる。その他「グニャポリー」「グニャ四駆」なども置かれている。
- グニャリーヌが地球にやって来た時、テレビで流れている番組のタイトルは「爆笑・モーレツ寄席」だが、「♪テッ テテッ テテテッ テッテッ プァ～」と笑点のテーマを思わせる音楽が流れている。更にそこで流れるCMは「ポリマーライト」（大洋技研）のもの。
- 第88話でクソヤキイモがグニャラを返り討ちにするシーンでのクソヤキイモの攻撃は、カプコンのゲーム「ストリートファイター2」よりサガットの「タイガーアッパーカット」のパロディ。
- アメリカに入国しようとしたグニャラはスペースパスポートが偽造旅券だったために地球外退去処分になるが、「ぼくはグニャール将軍様の息子にょらよ」「ゆ～えんちにも行きたかったのに」などと呟いており、2001年に金正男が日本へ密入国を図った事件を思わせる。